# Тюлюк

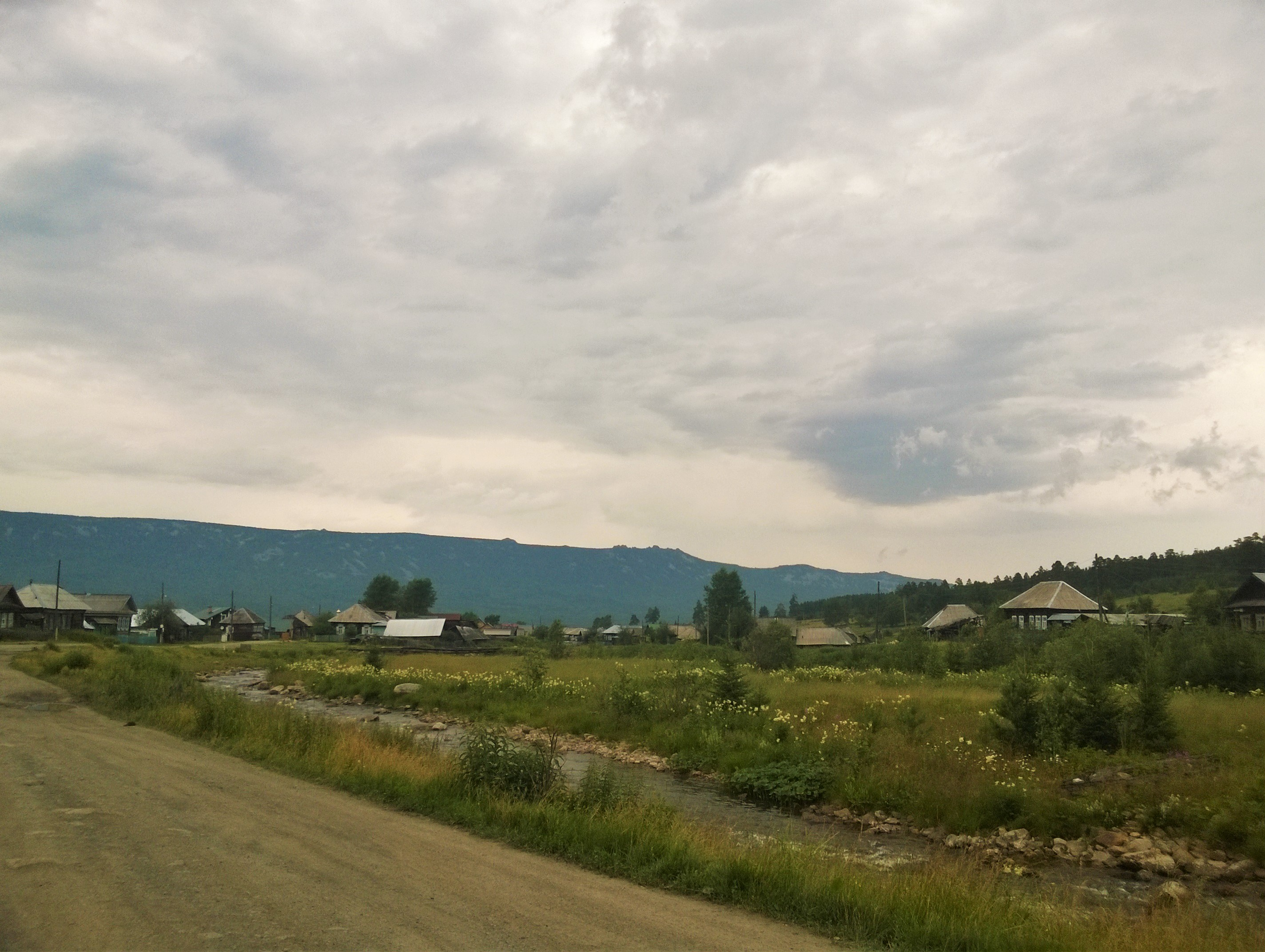
Село Тюлюк и хребет Зигальга

Тюлю́к — село в юго-восточной части Катав-Ивановского района Челябинской области России. Административный центр Тюлюкского сельского поселения.

## История
Основан во второй половине XVIII века горнозаводскими крестьянами как выселок Юрюзанского завода. Название произошло, от тюркского имени Туляк, что в переводе с башкирского: Долгожданный, вероятно, такое имя носил глава башкирского рода, кочевавшего в этих местах,  или от старобашкирского «тулюк» — кров, жильё.
В 1973 году произошёл один из самых крупных пожаров в Челябинской области, от детской шалости сгорели 86 жилых домов.

## География
Через село протекает одноимённая река, правый приток Юрюзани.  Населённый пункт расположен на высоте 564 м от уровня моря
Рядом находятся хребты Зигальга, Бакты, а также вторая по высоте вершина Южного Урала гора Большой Иремель. Лесная растительность представлена как лиственными (берёза, осина, ива), так и хвойными (сосна, ель, пихта, можжевельник) деревьями и кустарниками. Наблюдается высотная поясность: растительность меняется от смешанных лесов в долинах рек до горной тундры на вершинах гор. В окрестностях обитают крупные млекопитающие (рысь, лоси, волки, медведи).

## Население
| 1850 | 1917  | 1985 | 2002 | 2007 | 2010 |
| ---- | ----- | ---- | ---- | ---- | ---- |
| 539  | ↗1388 | ↘390 | ↘299 | ↘270 | ↘224 |

## Транспорт
Тюлюк связан региональной автомобильной дорогой 75К-121 Первуха — Меседа — Тюлюк с федеральной автодорогой М5 «Урал». Покрытие автодороги от  федеральной дороги М-5 «Урал» до села Меседа асфальтовое, от Меседы до Тюлюка гравийное. В 2000 году было объявлено о предстоящем строительстве асфальтовой дороги, однако по состоянию на 2021 год проводился только текущий ремонт для устранения последствий вызванного паводком размыва. Дороги, идущие от Тюлюка в Александровку, Новохусаиново покрытия не имеют. Тюлюк связан с городами Юрюзанью, Катав-Ивановском регулярным автобусным сообщением. Расстояние до районного центра города Катав-Ивановска 117 км. Ближайшая крупная железнодорожная станция с регулярным пассажирским сообщением, включая поезда дальнего следования — Вязовая Южно-Уральской железной дороги, расположена в 64 км от Тюлюка.

## Образование
С 1894 года действовала начальная школа, с 1937 г. — семилетняя, с 1962 г. — восьмилетняя. В 1976 году школа стала десятилетней и переехала в новое здание, где находится до сих пор. 5 декабря 2001 года в школе открыт краеведческий музей.

## Достопримечательности
Церковь Введения во храм Пресвятой Богородицы — деревянная церковь с элементами древнерусского зодчества. Построена на средства уфимского комитета миссионерского общества в 1892 году, освящена в 1896 году. Представляет собой один из пяти сохранившихся образцов деревянного храмового строительства в Челябинской области XIX — начала XX вв. Храм одноглавый, имеет кубическое ядро под четырехскатной крышей, поставлен на высоком цоколе из дикого камня. Центральный четверик соединен с двухъярусной шатровой колокольней небольшой трапезной. Внутреннее убранство не сохранилось.
Этнодом-музей «Матрешка» расположен в центральной части села, вдоль реки, на улице Советской, представляет собой деревянные дома постройки XIX-ХХ века.
В 14 км от села, на территории Белорецкого района Башкортостана находится вторая по высоте вершина Южного Урала Большой Иремель (1582 м). 
Вверх по реке Тюлюк, в 3 км от села расположено живописное Ларкино ущелье, где находилась одна из семи мельниц Тюлюка.